# CreativeMonkeyz
CreativeMonkeyz.com este un web site dedicat artei (atât digitale cât și tradiționale). Site-ul conține tutoriale video în română pentru diverse programe ale Adobe Systems și galerii inspiraționale - elemente grafice gratuite folosibile în proiecte comerciale. Conținutul este gratuit în întregime. Este site-ul originar al cunoscutului serial RObotzi.

## Emisiuni online
În cadrul siteului se difuzează, de asemenea, două emisiuni săptamânale:
- MiEZ – difuzată de către cei patru autori originali: Codin, Ramoo, Cezar Druidul + Alex de la 3lăr

În fiecare ediție se regăsesc recomandări, Question & Answer și rubrica Piramida.
- RObotzi este unul din cele mai cunoscute seriale de pe internetul romanesc. Acesta are 5 sezoane în care sunt prezentate aventurile Legendarului MO și F.O.C.A (Fabricat Original Cu Aluminiu)
- LaCafea – emisiune difuzată de luni până vineri unde se dezbat diverse teme educaționale.
- Piramida – emisiune prezentată de El Iobag Dromadero în care prezentatorul comentează cu haz unele clipuri virale.
- Live zilnic pe twitch.tv – "Love" alaturi de Codin si Ninja Ramo (fondatorii proiectului CreativeMonkeyz) si de mica-marea familie formata pe acest stream in ultimii ani. Aseaza-te si tu langa foc, sa ai o dimineata/zi/seara plina de voie medie (nu-i rea, nu-i buna) si umor la mana a 3-a. LLTCM!
- 3-LAR - O emisiune de critica cinematografica realizata de Alex

## Tutoriale
Site-ul mai conține tutoriale ale pachetului Adobe, realizate atât de membrii originali cât și de colaboratori, pentru următoarele programe:
- Photoshop (program de editare și creare a fotografiilor digitale)
- After Effects (program de editare și creare a filmelor de scurt-metraj)
- Ilustrator (un editor pentru grafică vectorială)
- PremierePro (creator și editor de filme în timp real, pe bază de timeline aplicație software de editare video)
- Cinema4D
- 3D Studio Max
- Teoretice
- Audition
- Cubase

## Recunoaștere și apreciere

### Premiul Radio România Cultural
Pe data de 19 martie 2012, la Teatrul Odeon din București, site-ul CreativeMonkeyz a câștigat premiul Radio România Cultural la categoria "Website-uri culturale și educative", pentru anul 2011.

### New Europe 100
În 2015 fondatorii CreativeMonkeyz au fost incluși în lista celor 100 de lideri ai inovației din Europa Centrală și de Est, în cadrul ediției a doua a proiectului New Europe 100 (NE100).